# Jörg Böhme
Jörg Böhme (22 de enero de 1974) es un exfutbolista alemán, actualmente ejerce de entrenador. Su último club fue el Arminia Bielefeld y llegó a ser convocado para el Mundial 2002 con la selección de fútbol de Alemania.

## Clubes
| Club                     | País     | Año       |
| ------------------------ | -------- | --------- |
| FC Carl Zeiss Jena       | Alemania | 1992-1993 |
| FC Nürnberg              | Alemania | 1993-1995 |
| Eintracht Frankfurt      | Alemania | 1995-1996 |
| 1860 Munich              | Alemania | 1996-1998 |
| Arminia Bielefeld        | Alemania | 1998-2000 |
| Schalke 04               | Alemania | 2000-2004 |
| Borussia Mönchengladbach | Alemania | 2005-2006 |
| Arminia Bielefeld        | Alemania | 2006-2008 |

## Palmarés
| Título           | Club          | País     | Año  |
| ---------------- | ------------- | -------- | ---- |
| Copa de Alemania | FC Schalke 04 | Alemania | 2001 |
| Copa de Alemania | FC Schalke 04 | Alemania | 2002 |

- Datos: Q706744
- Multimedia: Jörg Böhme / Q706744